# Luke McLean

a Compétitions nationales et continentales officielles uniquement.

b Matchs officiels uniquement.
Dernière mise à jour le 28 avril 2020.
Luke McLean, né le 29 juin 1987 à Townsville, en Australie, est un joueur professionnel de rugby d'origine australienne et de nationalité italienne de rugby à XV.
Il évolue au poste d'arrière avec les London Irish et avec l'équipe d'Italie.

## Biographie
Joueur né en Australie, il arrive en Italie en 2007 (à Calvisano) et devient sélectionnable pour la Squadra Azzura car sa grand-mère est Italienne. Arrière de formation, il peut aussi évoluer au poste de demi d'ouverture ou de centre et est capable de buter.

## Carrière

### En clubs
- 2004-2007 : Perth Spirit
- 2007-2009 : Rugby Calvisano
- 2009-2014 : Benetton Trévise
- 2014-2015 :Sale Sharks
- 2015- : Benetton Trévise

### En équipe nationale
Il a fait ses débuts avec l'équipe d'Italie en jouant contre l'équipe d'Afrique du Sud le 21 juin 2008.

## Palmarès

### En club
- Championnat d'Italie de rugby à XV 2007-2008 avec Calvisano
- Championnat d'Italie de rugby à XV 2008-2009 et 2009-2010 avec Benetton Trevise
- Coupe d'Italie de rugby à XV 2009-2010 avec Benetton Trevise
- Supercoupe d'Italie de rugby à XV 2009 avec Benetton Trevise
- Vainqueur du RFU Championship en 2019 avec les London Irish

### En équipe d'Italie
Au 13 mars 2016, Luke McLean compte 78 sélections depuis sa première sélection le 13 novembre 2010 contre l'Argentine. Il inscrit 74 points, sept essais, treize pénalités. 
Il compte trois sélections en 2008, onze en 2009, dix en 2010, neuf en 2011, huit en 2012, onze en 2013, onze en 2014, douze en 2015 et trois en 2016.
Luke McLean participe à huit éditions du Tournoi des Six Nations en 2009, 2010, 2011, 2012, 2013, 2014, 2015 et 2016.
Luke McLean participe à deux éditions de la coupe du monde. En 2011, il obtient quatre sélections (Australie, Russie, Irlande, États-Unis) et inscrit cinq points. En 2015, il joue lors de quatre rencontres, face au Canada, l'Irlande et la Roumanie.

#### Liste des essais
| Essai | Adversaire     | Lieu                     | Stade                    | Compétition             | Date              | Résultat |
| ----- | -------------- | ------------------------ | ------------------------ | ----------------------- | ----------------- | -------- |
| 1     | Samoa          | Ascoli Piceno, Italie    | Stadio del Duca          | Test match              | 28 novembre 2009  | Victoire |
| 2     | Pays de Galles | Cardiff, Pays de Galles  | Millennium Stadium       | Tournoi des Six Nations | 23 mars 2010      | Défaite  |
| 3     | Irlande        | Rome, Italie             | Stadio Flaminio          | Tournoi des Six Nations | 5 février 2011    | Défaite  |
| 4     | Russie         | Nelson, Nouvelle-Zélande | Trafalgar Park           | Coupe du monde          | 20 septembre 2011 | Victoire |
| 5     | Angleterre     | Londres, Angleterre      | Stade de Twickenham      | Tournoi des Six Nations | 10 mars 2013      | Défaite  |
| 6     | Australie      | Turin, Italie            | Stade olympique de Turin | Test Match              | 9 novembre 2013   | Défaite  |
| 7     | Fidji          | Crémone, Italie          | Stadio Giovanni Zini     | Test match              | 16 novembre 2013  | Victoire |